# Antonin Goeyers
Antonin Goeyers ou Goyers (né à Malines, le 9 septembre 1826 et mort à Douvres le 2 avril 1869) est un peintre belge. Son champ pictural couvre les portraits, les peintures historiques et les scènes de genre.

## Biographie

### Formation
Antonin Goeyers est né à Malines le 9 septembre 1826. De 1846 à 1849, il étudie à l'Académie de Malines, où il est formé par Aloïs Hunin, puis à l'Académie royale des beaux-arts d'Anvers. Ensuite, il se rend à Paris pour suivre l'enseignement de Léon Cogniet.

### Carrière
En 1854, Antonin Goeyers obtient, grâce à sa toile Saint Paul prêchant à Athènes, un second prix au Prix de Rome belge,. 
De 1855 à 1859, Antonin Goeyers succède à Aloïs Hunin comme professeur des classes supérieures à l'Académie de Malines, où il expose ses toiles, puis il s'installe à Bruxelles. En avril 1862, il présente son tableau Lecture à l'exposition permanente au Palais des Académies de Bruxelles, mais la critique du Journal de la Belgique est mitigée, reconnaissant sa vaillance, les progrès réalisés, la distinction du peintre et le caractère de la scène de genre présentée. Toutefois, le journaliste estime ce tableau trop tapageur et écrasant ses personnages. Quant à sa toile L'Ouvrier, la critique est plus favorable, le jugeant solidement modelé, peint partout d'une même brosse, avec fermeté, même si le tableau est estimé trop « propre ».

### Dernières années
Antonin Goeyers meurt, le 2 avril 1869 à Douvres, à l'âge de 42 ans. Il est inhumé au cimetière Saint-James de Douvres,.

## Œuvres
Antonin Goeyers publie en 1867 Humanité et barbarie, un album populaire sous le patronage de la Société royale protectrice des animaux, ouvrage couronné d'une médaille de vermeil au concours de 1867.
Entre 2018 et 2021, plusieurs œuvres d'Antonin Goeyers sont vendues aux enchères :
- Réunion de famille ;
- La Rivalité ;
- Une mère protège ses enfants du serpent.